# قنطرة وادي شريشرة والحنايا
 قنطرة وادي شريشرة والحنايا  هو معلم أثري تونسي مصنف من قبل المعهد الوطني للتراث يقع في ولاية القيروان في الوسط الغربي التونسي، تحديد في مدينة شريشرة تم تصنيف المعلم في يوم 8 مايو 1985 .

## مقالات ذات صلة
- قائمة المعالم الأثرية المصنفة في تونس